# Чеканів (Мазовецьке воєводство)
Чеканів (пол. Czekanów, Чеканув) — село в Польщі, у гміні Яблонна-Ляцька Соколівського повіту Мазовецького воєводства. Населення — 255 осіб (2011).

## Історія
1725 року вперше згадується унійна церква в селі.
За даними етнографічної експедиції 1869—1870 років під керівництвом Павла Чубинського, у селі переважно проживали римо-католики, меншою мірою — греко-католики, які здебільшого розмовляли українською мовою.
У 1975—1998 роках село належало до Седлецького воєводства.

## Населення
Демографічна структура станом на 31 березня 2011 року:
|          | Загалом | Допрацездатний вік | Працездатний вік | Постпрацездатний вік |
| -------- | ------- | ------------------ | ---------------- | -------------------- |
| Чоловіки | 125     | 26                 | 79               | 20                   |
| Жінки    | 130     | 27                 | 62               | 41                   |
| Разом    | 255     | 53                 | 141              | 61                   |